# 도야마현
도야마현(일본어: 富山県)은 일본 혼슈의 동해 연안에 있는 현이다. 현청 소재지는 도야마시(富山市)이다.

## 지리
도야마현은 서쪽으로 이시카와현, 북동쪽으로 니가타현, 남동쪽으로 나가노현, 남쪽으로 기후현과 접하고 북쪽으로 동해에 면한다.
동쪽 니가타현과의 경계는 험한 곳은 오야시라즈로 알려진다. 나가노현과의 경계에는 히다산맥이 우뚝 솟아 있다. 이시카와현과의 경계 북부는 호다쓰 구릉, 남쪽은 기후현 등에 걸치는 료우하쿠 산지이다. 남쪽 기후현 경계에는 히다 산맥(일본 알프스)이나 히다 고지가 대기한다.
산에 둘러싸여 있지만 서쪽은 구리카라 고개 근처에서 가가국(현재의 이시카와현 남부)과 묶는 호쿠리쿠가 대로, 경제적·문화적 관계는 강하다. 센고쿠 시대 말기에는 엣추국의 삿사나리사마와 가가국의 마에다 도시이에가 싸웠다. 그 후 우시히데키치(후의 도요토미 히데요시)에 의해 엣추국은 이익 양가집 자제 마에다리장에게 줄 수 있어 에도 시대의 엣추국은 가가번과 그 지번인 도야마번에 통치되고 있었다. 메이지 유신 이후 폐번치현 당시 일시적으로 구 도야마현 및 아라카와현이 성립했지만, 인구가 과소하다고 여겨진 것과 역사적 경위에 의해 이시카와현에 병합되어 버린다. 그러나 이시카와현에서는 도야마의 수해 복구에 필요한 경비를 이시카와 측이 독점하는 형태가 되어 치수는커녕 생활이나 교육도 방치하는 상황이 되었다. 이렇게 도야마 홀대론이 일면서 분현 운동이 일어났고, 결국 구 엣추국 전역이 분리 독립하는 형태로 현재의 도야마현이 성립했다.
북쪽에 접하는 도야마만은 「세계에서 가장 아름다운 만클럽」에 가맹하고 있다. 국제 거점 항만인 후시키 도야마항은 호쿠리쿠 공업지역이나 환동해 무역의 거점으로 발달한 후시키항, 도야마항, 도야마 심미나토의 총칭이다. 또 우오츠, 나메리카와, 히미 등에서는 풍부한 해산물이 양륙된다. 우오츠로부터 나메리카와에 있어서는 호타르이카의 군유해면, 신기루가 보이는 해안에서 유명하다.
이시카와현으로부터의 독립을 완수한 메이지 시대부터 산업의 발전이 계속되어 호쿠리쿠 공업지대를 형성했다. YKK나 3협 타치야마 등 대기업 금속 제품 메이커의 발상지로 알려진다. 호쿠리쿠 3현을 중심으로 전개하는 호쿠리쿠 은행이나 호쿠리쿠 전력 등의 본거지이기도 하다.
이미 세계유산(문화유산)에 등록되어 있는 「시라카와고·고카산의 갓쇼즈쿠리(지붕 양식) 취락」외, 「근세 타카오카의 문화유산군」과「타치야마·쿠로베~방재 대국 일본의 모델-신앙·사방·발전-~」의 세계유산(문화유산) 등록을 목표로 하는 움직임이 있다. 「타치야마·쿠로베」에 대해서는 자연 유산, 혹은 복합 유산으로의 등록을 목표로 할 가능성도 있다.

## 지역
2000년대의 합병으로 도야마현은 일본에서 가장 자치체가 적은 현이 되었다. 합병 전에는 9시 18정 8촌을 관할했으나 현재는 10시 4정 1촌을 관할한다.

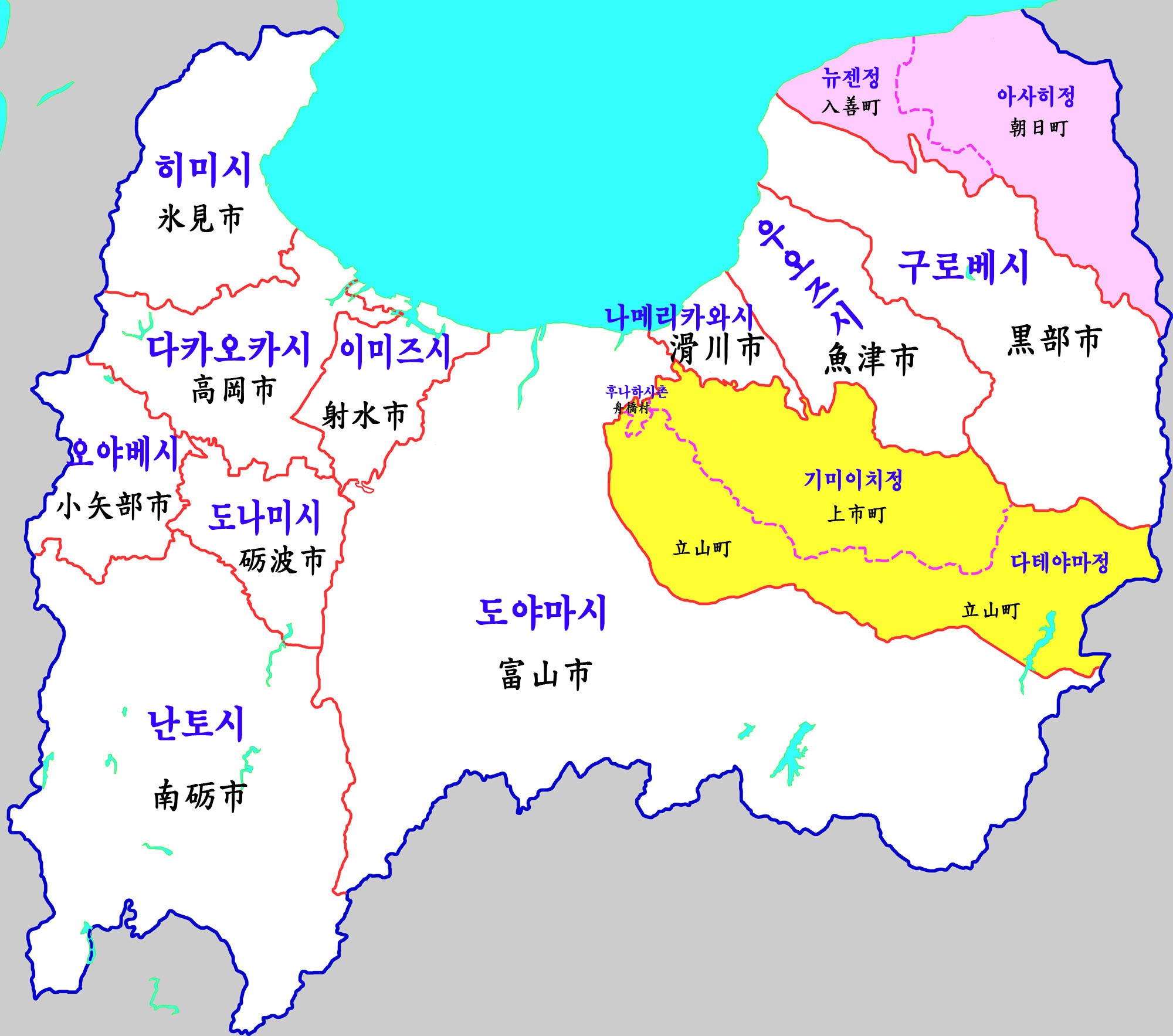
도야마현 지도

### 서부 지역
| - 다카오카시(高岡市) - 이미즈시(射水市) - 히미시(氷見市) | - 도나미시(砺波市) - 오야베시(小矢部市) - 난토시(南砺市) |

### 동부 지역
| - 도야마시(富山市) - 현청 소재지 - 나메리카와시(滑川市) - 나카니카와군(中新川郡) - 가미이치정(上市町) - 다테야마정(立山町) - 후나하시촌(舟橋村) | - 우오즈시(魚津市) - 구로베시(黒部市) - 시모니카와군(下新川郡) - 아사히정(朝日町) - 뉴젠정(入善町) |

## 역사
역사적으로 도야마현은 엣추국이었다.

### 고대
다이카 개신(645년) 무렵 호쿠리쿠(北陸) 지역 일대는 고시노쿠니로 불렸다. 7세기 말 에치젠(越前), 엣추(越中), 에치고(越後) 3개로 나뉘었고 엣추국의 국부는 다카오카시 후시키에 놓였다.
702년에 엣추국에 속해 있던 구비키, 우오누마 등 4군(郡)이 에치고로 옮겨졌고, 741년에 노토 지방이 엣추로 편입되었다. 엣추군수로 문헌 상에 처음 등장하는 사람이 732년에 임명된 다구치노 도시타리, 이어 등장하는 사람이 746년에 임명된 만요(万葉)시인 오토모노 야카모치였다. 757년에 엣추국에서 노토 지방이 분리되어 엣추는 현재의 도야마현과 같은 영역을 갖게 되었다.

### 중세
무사의 흥망성쇠 시대에 접어들어, 겐페이(源平) 시대에는 키소 요시나카의 구리카라고개 전투, 전국시대의 농민봉기, 우에스기·오다 양 세력의 진입 등 많은 투쟁이 계속되었다.

### 근세
1583년에 오다 씨의 무장 삿사 나리마사에 의해 엣추가 거의 통일되었고, 그 후 엣추 4군(도나미, 이미즈, 네이, 니카와)은 가가 마에다 씨의 영토가 되었다. 1639년 네이군과 니카와군의 일부가 도야마번으로 분봉되어 마에다 도시쓰구가 초대 번주가 되었다.
에도 시대에는 수해와의 싸움에 시달리면서도 용수, 토지 개발을 추진해 농업, 약 판매를 비롯한 산업들을 부흥시켰다. 또 후시키항이나 이와세항에서는 기타마에부네(해운 무역에 쓰이는 배)의 중계지로서 다시마, 청어, 술, 쌀 등의 교역이 활발히 이뤄졌다.

### 근·현대
1871년의 폐번치현으로 엣추 지역 가운데 구 도야마번의 영토는 도야마현에 들어가고, 구 가가번의 영토는 가나자와현의 일부가 되었다. 같은 해 11월, 도야마현은 니카와군, 도나미군이 더해져 니카와현이 되었고, 현청은 우오즈에 놓였다. 또 이미즈군은 나나오현에 편입됐지만 1872년에 니카와현으로 옮겨져 엣추 전역이 니카와현이 되고, 현청은 도야마에 놓였다.
그러나 1876년에는 엣추 전역이 이시카와현으로 편입되었다. 행정의 주력을 가나자와 중심의 도로 정비에 두자는 가가·노토 측과, 치수를 서두르자는 엣추 측의 의견이 대립한 결과 요네자와 몬자부로에 의해 분현 운동이 일어났고, 1883년 5월에 현재의 도야마현이 탄생했다. 초대 현령(후에 지사로 개칭)으로 구니시게 마사후미가 임명됐고 현청은 구 도야마성터에 놓였다. 7월에 첫 현의회 의원선거가 치러졌고 뽑힌 22명의 의원에 의해 초대 의장으로 다케베 히사유키가 선출되었다.
1889년에 시제(市制)·정촌제(町村制)가 실시되어 도야마정과 다카오카정이 시가 되어 2시 31정 238촌이 되었다. 1945년 8월, 공습으로 도야마시는 엄청난 피해를 받았으며, 전후 신속하게 부흥에 나서 12월 전화(戰火)부흥원 고시 제1호에 따라 도시계획사업을 추진했다.
1947년 지사 선거가 실시되어 초대 지사로 다치 데쓰지가 당선됐고, 관선 35대 지사인 하네 세이치가 퇴임했다.
그 후 「쇼와 대합병」으로 시정촌 합병이 진행되어 1969년에 현재의 9시 18정 8촌(35개 시정촌)이 되었다. 2000년대에도 시정촌 합병이 다시 이뤄져 2004년 11월에는 새 도나미시, 2005년 4월에는 새 도야마시가 탄생했다. 또 환동해(환일본해) 시대를 맞아 옛날부터 해 온 대안 국가들과의 교류를 살려 중국 랴오닝성, 러시아 연해주 지방과 우호제휴를 맺는 등, 환동해(환일본해) 교류의 중앙 거점으로서 활발한 교류를 전개하고 있다.

## 인구
|                                              | |
| 도야마현의 전국의 연령별 인구 분포（2005년） | 도야마현의 연령·남녀별 인구 분포（2005년）                                                                             |
| ■자주색 ― 도야마현 ■녹색 ― 일본전국          | ■파랑색 ― 남자 ■빨간색 ― 여자                                                                                          |
| · 도야마현의 인구추이                        | |
| 일본 총무성 통계국 국세조사 결과             | |
|                                              | 기술적 문제로 인해 그래프를 일시적으로 사용할 수 없습니다. 파브리케이터와 미디어위키 위키에 더 자세한 정보가 있습니다. |

| 연도 | 인구      | ±%     |
| ---- | --------- | ------ |
| 1920 | 724,000   | —      |
| 1930 | 779,000   | +7.6%  |
| 1940 | 823,000   | +5.6%  |
| 1950 | 1,009,000 | +22.6% |
| 1960 | 1,033,000 | +2.4%  |
| 1970 | 1,030,000 | −0.3%  |
| 1980 | 1,103,000 | +7.1%  |
| 1990 | 1,120,000 | +1.5%  |
| 2000 | 1,120,851 | +0.1%  |
| 2010 | 1,093,247 | −2.5%  |
| 2020 | 1,044,588 | −4.5%  |

## 경제

### 농업
도야마현은 다테야마산에서 발원하는 풍부한 수자원을 이용해 양질의 쌀을 생산하고 있다.

### 제조업
도야마현은 역사적으로 제약업으로 유명했다. 현재 현내의 주요 산업은 전자 부품과 장비(산업용 로봇, 일반 기계 등)와 금속 제품(알루미늄, 구리 등) 제조이다.

### 에너지
간사이 전력에서 운영하는 구로베댐이 도야마현의 구로베강에 위치한다.

## 교통

### 공항
- 도야마 공항

### 도로
- 고속도로
  - 호쿠리쿠 자동차도
  - 도카이호쿠리쿠 자동차도(일본어판)

- 국도
  - 국도 제8호선
  - 국도 제41호선
  - 국도 제156호선 (일본)(일본어판)
  - 국도 제160호선
  - 국도 제304호선 (일본)(일본어판)
  - 국도 제359호선 (일본)(일본어판)
  - 국도 제360호선 (일본)(일본어판)
  - 국도 제415호선 (일본)(일본어판)
  - 국도 제471호선 (일본)(일본어판)
  - 국도 제472호선 (일본)(일본어판)

### 철도
- 서일본 여객철도
  - 호쿠리쿠 신칸센
  - 다카야마 본선
  - 조하나선
  - 히미선

- 아이노카제토야마 철도
  - 아이노카제토야마 철도선

- 도야마 지방 철도
  - 본선
  - 다테야마선
  - 후지코시선・가미타키선
  - 도야마시 궤도선

- 만요선
  - 신미나토코선
  - 다카오카 궤도선

- 도야마 모노레일
  - 도야마항선

- 구로베 협곡 철도
  - 본선

## 자매 지역
- 중화인민공화국 랴오닝성 - 1984년 5월 9일
- 브라질 상파울루주 - 1985년 7월 18일
- 미국 오리건주 - 1991년 10월 19일
- 러시아 프리모르스키 지방 - 1992년 8월 26일